# Leptotarsus holochlorus
Leptotarsus holochlorus là một loài ruồi trong họ Ruồi hạc (Tipulidae). Chúng phân bố ở miền Australasia.